# Иво Војновић
Иван Иво Војновић (Дубровник, 9. октобар 1857 — Београд, 30. август 1929) био је српски књижевник, правник, и академик. Војновић је био члан Српске краљевске академија наука (1924), драматург Хрватског земаљског казалишта у Загребу. Потицао је из познате српске породице Војновића.

## Биографија

### Порекло и породица
Гроф (конте) ужички Иво Војновић је пореклом из српске православне породице венецијанских грофова (conte veneto) Војновић из Херцег Новог, која је око 1690. из Попова Поља дошла у Херцег Нови. Војновићи из Херцег Новог су сматрали да води порекло од средњовековне српске властеоске породице Војиновић-Алтомановић. Иако се не може поуздано утврдити и документовати породична веза између средњовековних Војиновића и Војновића из Херцег Новог, Венецијанска република 1771. и Хабзбуршка монархија 1815, потврдила им је право коришћења породичног грба који је идентичан са грбом средњовековних Војиновића и коришћење титуле ужичких грофова јер је Ужице било седиште средњовековних Војиновића
Из породице Војиновића из Херцег Новог било је више руских официра, као што су су адмирал гроф Марко Војновић, један од оснивача руске Црноморске флоте ., потом контраадмирал Јован (Иван) Војновић, генерал коњице Александар В. Војновић и др. И прадеда Ива Војновића био је руски официр мајор гроф Ђорђе Васиљевић Војиновић (1760—1821), који се након освајања Анконе 1799. оженио Италијанком католичке вероисповести из Анконе Касандром Ангели Радовани (1748—1837). Њихов син конте ужички Јован Војновић (1811—1837), умро је млад у 26. години живота и оставио је два малолетна сина Константина и Ђорђа и удовицу Катарину Војновић, рођ. Гојковић (црногорског порекла), чија мајка је била из породице митрополита карловачког Стевана Стратимировића. Удовица Катарина Војновић удала се у католичку италијанску породицу Пелегрини, а синови од 5 и 4 године су отишли код баке по оцу, Касандре Војновић, рођ. Ангели Радовани, која их је убрзо уписала у дубровачку католичку школу под управом једног католичког калуђерског реда, где су деца током школовања покатоличена
Константин Војновић, отац Ива Војновића остао је у католичкој вероисповести, док се његов годину дана млађи брат Ђорђе вратио у православље и касније је био председник општине Херцег Нови и један од вођа Српске странке у Далматинском сабору, након поделе Народне странке на српски и хрватски део.
Иво Војновић је старији син грофа ужичког Константина-Косте Ј. Војиновића (1832—1903), правника, универзитетског професора и Марије Сераљи (Serragli) (1836—1922) из Дубровника, кћерке Луја Луиђија де Сераљиа (Luigi de Serragli) (1808—1902), трговца чији отац је из Имоле у Италији дошао у Дубровник. Иво Војновић имао је млађег брата Луја и три сестре, Катицу, Еугенију и Кристину.
Млађи брат конта Ива Војновића конте ужички др Лујо К. Војиновић (1864—1951) докторирао је права у Грацу, био је дубровачки адвокат, 1896. секретар црногорског кнеза Николе а затим министар правде Књажевине Црне Горе, опуномоћени посланик Црне Горе у Ватикану, (1901—1903), а од 1904. до 1906. гувернер краљевића Александра Карађорђевића у Београду, на двору Петра I Карађорђевића. Између 1907. и 1911. у Бугарској је припремао терен за српско-бугарски споразум. У Црну Гору се враћа 1912, као шеф кабинета краља Николе. Од 1913. до 1914. делегат Црне Горе на Лондонској конференцији и потписује у Лондону мир са Турском, 28. маја 1913.
Иво Војновић није имао деце, његов брат Лујо Војновић имао је две кћерке чије потомство живи у иностранству.

### Детињство и младост
Детињство и прву младост проводи у Сплиту, а само је школски распуст проводио у Дубровнику. Године 1874. када му отац Коста постаје универзитетски професор, цела породица сели се у Загреб, где Иво полаже матуру и завршава правни факултет.

### Државна служба
До 1884. је приправник „Краљевог службеног стола“ у Загребу, да би судијску каријеру следећих пет година наставио у Крижевцима и Бјеловару. Прелази у Задар 1890, да би наредне године отишао у Дубровник где остаје седам година. После службовања у Супетру на Брачу и Задру, завршава своју чиновничку каријеру поново у Супетру као котарски поглавар. Отпуштен је без права на пензију.

### Драматург позоришта у Загребу
Следеће четири године је драматург Хрватског земаљског казалишта у Загребу, данас Хрватско народно казалиште. Од 1911. постаје професионални писац. Пред Први светски рат путује по Италији која му је била литерарна симпатија и узор, и у места где су се одржавале позоришне премијере у Београд, Будимпешту и Праг.

### Посета Београду 1912.
У априлу 1912. конте Иво Војновић посетио је Београд. На повратку из Београда у Загреб изјавио је дописнику Ријечког новог листа : „ ... Вратио сам се у своју кућу. Војновићи су живјели и умирали славом и тугом Србије... дошао сам и ја, па ми се чинило као да нисам нигђе другђе био. Та из Дубровника до Београда нема него скок простора, – а традиције хисторије и обичаја су још све живе. Та колико сам драгих Дубровчана нашао ! И сјена великог Орсата Пуцића шетала се са мном по Калемегдану и по Теразијама. Имао сам његове пјесме у руци, па читао и гледао – и разумио све.... Бог ме хтио надарити за све прегарање живота, показујућ ми земљу обећања (обећана земља прим.)!“ .

### Политичка делатност и аустријски затвор
У лето 1914. се враћа у Дубровник где га аустријске власти као сумњивог и разглашеног југословенског националисту хапсе и одводе у шибенски затвор.
По објави рата Србији 14/28. јула 1914. године у Дубровнику забрањена је употреба ћирилице и сва српска друштва. Франковци су опустошили Дом Душана Силног, потопили друштвени чамац, скинули натпис Душан Силни са Дома и гимнастичке справе бацили у море. „Илустровани лист“ из Загреба објавио је 18. јула 1914. на насловној страни 4 фотографије демолирања Дома Душана Силног под насловом Демонстрације у Дубровнику . Делатност Матице српске обустављена је, а прегаоци затворени. Антисрпски расположени Хрвати уништавали су у Дубровнику српске школе, новине, друштва, станове, привредне објекте и друго. Палили су српске заставе и ломили српске симболе.

Два дана касније, 16/30. јула 1914, ухапшен је Иво Војновић и спроведен у Шибеник, где је затворен заједно са Онисимом Поповићем, који је у Шибенику и осуђен и обешен.
Због времена проведеног у затвору здравље Ива Војновића тешко је нарушено и он се од 1915. године до краја живота непрестано лечи.

### Болест и лечење
Од 1915, по изласку из затвора, где се и физички и психички намучио, утврђена је и озбиљна болест очију. Лечи се у Загребу, затим 1919. у Паризу и Ници. По повратку најчешће борави у Дубровнику одакле готово слеп одлази у београдску болницу где умире 30. августа 1929. године.
Изабран је за дописног члана Српске краљевске академије 18. фебруара 1924.

## Књижевни радови
Војновић је ушао у књижевност 1880. када му Аугуст Шеноа у „Виенцу“ објављује приповетку Геранијум под псеудонимом Сергеј П. Следећих 7 година је искључиво писао белетристичку прозу. Матица хрватска му 1884. године објављује новеле Пером и оловком под истим псеудонимом, као и приповетку Ксанта две године касније. Његова проза је сентиментално везана за Дубровник и Сплит где је провео своју рану младост као и лирика Лападски сонети. Популарност коју је постигао својим драмама неправедно је запоставила ове прве радове. Прва његова драма је Psyche 1889. У периоду од (1893 — 1900) приликом свог првог дужег боравка у Дубровнику пише своја најбоља дела, драму Еквиноциј и Дубровачку трилогију инспирисане животом његовог родног места. Дубровачка трилогија је заправо драмска хроника о пропасти Дубровачке републике у којима је описао пад Дубровачке републике, у историјском тренутку уласка Француза у Дубровник, пропаст декласиране властеле и њено несналажење у оквиру политичке и социјалне проблематике на прелазу два века.

## Критика
Лазар Томановић је имао сукоб са Војиновићима. О њима је записао да је кућа Војиновића била једина православна у Боки, међу кућама католичким и да су контију добили кроз дуго Млетачко доба. Марко Војновић је у Русији добио високи војнички чин. Та породица је оставила траг у историји Далмације. Аустрија је Војиновићима признала титулу конта и они су је чували. Кућа Стратимировића је била у сродству са кућом Војиновића. Деда Ива Војиновића имао је два сина: Коста и Ђура. Коста је крштен у манастиру Савина, а отац му је сахрањен у Савини. Удовица му је била католикиња, за католика се преудала и децу је покатоличила. Коста је био и сувише католик, па су му се и попови у Загребу ругали. Ђуро је био секретар генерала Стратимировића, па се ту представљао и као православац. Он је као мали носио торац у православној цркви, а када су донели смртне остатке његовог сина у Херцег Нови, сахранио га је католички поп. Коста се оженио ћерком Сералиа, италијанског конзула у Дубровнику, па је ту и остао. Имао је два сина и три ћерке, од којих је једна била удата за француског публицисту, тако је и она с мужем писала о југословенским народима. Колико је Иво био Хрват, толико је Лујо био Србин (с њим је имао личне сукобе). Њихова сестра је у паришкој ревији писала да када би Срби владали у нашој држави, да би то било исто као да француски Црнци дођу на владу у Паризу. Томановић је замерао што се Иво представљао у Београду као потомак дубровачке властеле, иако су му отац и многи преци рођени у Херцег Новом, и питао се какав је то племић, који се одриче својих предака и своје отаџбине. Томановић се чудио да сваког Србина не вређа Ивина Смрт мајке Југовића, као што су Николу Ђорића увредили косовски јунаци Мештровића.

## Дела
- Гераниум, Виенац (1880) I-II
- Пером и оловком, Загреб (1884)
- Ксанта, Загреб (1886)
- Psyche, Загреб(1889)
- Еквиноциј, Загреб (1895)
- Дубровачка трилогија, (Allons enfants!..., Сутон, На тараци) Загреб (1903)
- Смрт мајке Југовића, Загреб (1907)
- Госпођа са сунцокретом, Загреб (1912)
- Лазарево васкрсење, Дубровник (1913)
- Акорди, Загреб (1918)
- Imperatrix, Загреб (1918)
- Машкерате испод купља, Загреб (1922)
- Пролог ненаписане драме, Београд (1929)

## Галерија
- Насловна страна драме Еквиноцијо (1905)
- Насловна страна другог издања Дубровачке трилогије (1909)
- Насловна страна драме Imperatrix (1918)